# Villasalto
Villasalto (sardisk: Biddesàtu) er en by og en kommune (comune) i provinsen Sud Sardegna i regionen Sardinien i Italien. Byen ligger i 502 meters højde og har 1.052 indbyggere (2016). Kommunen har et areal på 130,36 km² og grænser til kommunerne Armungia, Burcei, Dolianova, San Nicolò Gerrei, San Vito, Sinnai og Villaputzu.